# 菊池均也
菊池 均也（きくち きんや、1965年11月28日 - ）は、日本の俳優。北海道虻田郡倶知安町出身。身長165cm、体重58kg。血液型B型。特技は殺陣、スキー、柔道。現在はフリー。

## 来歴・人物
北海道倶知安高等学校 卒業後、上京した。3年間のサラリーマン生活を経て俳優へ転身した。当時は仕事を続けるか俳優になるかで半年悩んだという。
劇団「善人会議」（現在は劇団扉座）に入団し、横内謙介、六角精児らと共に活動した。10年間在籍し退団した。
退団後は「泪目銀座」の中心メンバーとして活動後、テレビドラマや映画、舞台の脇役として精力的な活動を続けている。
SPARKS GO GOのギター・橘あつやとは同級生で、メンバー全員と交友が深い。

## 出演

### テレビドラマ
【主演作品】
- せつない〜オンライン
- ダムド・ファイル2〜NO15旅館・加茂郡
- ドゥニチラヴ 週末ポイ捨てご用心[4]
- 携帯サイトドラマ『鍵』[5]
- インテルwebサイトドラマ

【NHK】
- 寺子屋ゆめ指南
- しくじり鏡三郎 最終話
- お登勢 - 三田昇馬 役
- トキオ 父への伝言（2004年） - 徳永達也 役
- 結婚前夜 - レギュラー
- 盲導犬クイールの一生
- 愛の家〜泣き虫サトと7人の子〜 - 小寺巡査 役
- 連続テレビ小説
  - あぐり - 記者 役
  - ファイト - 林道彦 役
- 次郎長背負い富士 - 音吉 役
- 堀部安兵衛〜いまこの時のために生まれ - 福田源八 役
- 海峡
- 行列48時間（2009年） - 警備員 役 レギュラー
- 探偵Xからの挑戦状!2 「メゾン・カサブランカ」（2009年）
- ドキュメンタリードラマ『1991雲仙・普賢岳』

【NHKBSプレミアム】
- ドキュメンタリードラマ『カーティアとモリス〜雲仙普賢岳』

#### 【日本テレビ】
- 火曜サスペンス劇場
  - 「救急指定病院8」
  - デパ地下の女2
- 家族の迷路
- FiVE
- 大市民
- 平成夫婦茶碗
- 続・平成夫婦茶碗
- 億万長者と結婚する方法
- 明日があるさ 最終話
- あした天気になあれ。 - レギュラー
- 東京ワンダーホテル - レギュラー
- 東京ワンダーツアーズ
- 87%
- あの日にかえりたい。〜東京キャンティ物語
- HAPPY X`mas SHOW!
- シェイクスピアドラマSP『ロミオとジュリエット〜すれちがい
- 百鬼夜行抄 - 大柴道雄 役
- 受験の神様 第2話
- 名探偵コナン 工藤新一への挑戦状 - 原田孝之 役
- トッカン 第7話
- 花咲舞が黙ってない 第7話 - 八木支店長 役
- 掟上今日子の備忘録 第9話 - 工藤 役
- 東京タラレバ娘 第1話 - 徳田芳樹 役
- イノセンス 冤罪弁護士（2019年） - 六連弁護士
- 逃亡医F 第1話（2022年1月15日） - 小村井船長 役

#### 【TBS】
昼ドラ30
- WHO!?
- 永遠の1/2 - セミレギュラー
- ラブ&ファイト - レギュラー
- 太陽と雪のかけら - レギュラー
- おかみさんドスコイ
- みこん六姉妹パート2 - 小山（少子課） 役 レギュラー

2時間ドラマ
- ブライダルコーディネーターの事件簿1（1997年） - 川上剛 役
- 税務調査官・窓際太郎の事件簿1 - 斉藤刑事 役
- 血痕 1・2
- ホステス探偵危機一髪6（2004年） - 立花刑事 役
- 新・同棲時代
- 聖の青春

連ドラ
- 君と出逢ってから
- 池袋ウエストゲートパーク
- Dear ウーマン
- オヤジぃ。
- 嫁はミツボシ。
- ひと夏のパパへ
- 美少女戦士セーラームーン
- モー娘SP 三毛猫ホームズの犯罪学講座
- やんパパ レギュラー
- 奇跡の大逆転！ゴーストライター
- 四谷くんと大塚くん
- Wの悲劇
- 冗談じゃない 第1話
- 夫婦道
- 特急田中3号
- ハタチの恋人 - セミレギュラー
- 特上カバチ!! 第2話
- 冬のサクラ 第6話・9話 - 木村医師 役
- JIN-仁- 完結編 最終話 - 官軍兵士 役
- MONSTERS 第6話 - 島田昭雄 役

#### 【フジテレビ】
2時間ドラマ
- あんみつ検事の捜査ファイル
- 年の差カップル刑事2
- 熱血シングルファザー1・2・3
- 京都門司港殺人事件1 雨月物語殺人事件（2004年） ‐ 北川秀樹 役
- 完全再現!北朝鮮拉致〜25年目の真実
- えなりかずきの少年探偵 事件でござる3
- 6週
- 怪談スペシャル（2005年） - 彦市 役
- 屋台弁護士II〜検察側の証人
- 屋台弁護士III〜燃える屋台!雨村父子絶体絶命!
- 黒い十人の女 市川崑監督
- 信濃のコロンボ事件ファイル1（1998年)  - 川端守 役
- 法の庭（2007年） - 藤田正隆 役
- えなりかずきの一休さん
- 人情の女刑事 徳大寺操の浅草事件簿
- 松本清張ドラマSP山峡の章 野地 役
- ママが料理をつくる理由 カメラマン 役
- ホームレス中学生パート2 工場の社長 役
- 裸の大将 - 間宮先生 役
- 松本清張ドラマスペシャル 「山峡の章」野地慶介 役
- 2夜連続 松本清張スペシャル 球形の荒野 前編・後編 島津刑事 役
- スミレ刑事の花咲く事件簿 epsode 0（2011年3月27日） 海老原壮介 役
- 推理作家・池加代子1（2012年）森プロデューサー役
- HAMU 公安警察の男 - 管理官 役
- 山村美紗サスペンス 黒の滑走路4 - 尾崎孝雄 役
- 東京にオリンピックを呼んだ男 ベネズエラ日本国大使館 参事官 役
- 浅見光彦シリーズ52『神苦楽島』 - 山元博史 役
- 世にも奇妙な物語
  - 「和服の少女」
  - 「よう!鈴木」
  - 「仇討ちショー」
  - 「おかしなまち」
  - 「誘い水」（2004年）
  - 「ヴァーチャルメモリー」 - VM(ヴァーチャルメモリー)の店員 役
  - 「過去からの日記」(2004年)川本幸一役
  - 「ゴミ女」（2007年） - 瀬川編集長 役
  - 「夢の検閲官」（2009年）
  - 「心霊アプリ」（2012年） - 竹本良雄 役
  - 「地縛者」（2015年） - 浅野和彦 役
  - 「思い出を売る男」<リメイク版>（2015年） - 小林寿 役

昼ドラ
- 天使の代理人 エピソード8 第37話 - キャバクラ店長 森安 役
- ほっとけない魔女たちEpisode9 - 坂口医師 役

連ドラ
- 古畑任三郎VS二葉鳳翆 - バーテンダー 役
- 古畑任三郎ファイナル - 東プロデューサー 役
- 美少女H 0話
- GTO 第1話
- STAFF ONLY馬主席の男
- 走れ公務員! - レギュラー
- 小市民ケーン - セミレギュラー
- 沙粧妙子〜帰還の挨拶
- TEAM
- ホーム&アウェイ
- ショムニ ミレニアムスペシャル
- ショムニ〜FOREVER
- やまとなでしこ - 真田 役
- 女子アナ。 - 佐野 役 レギュラー
- ばか3兄弟 前編・後編
- HERO（2001年） - 百瀬刑事
- 空から降る一億の星 ソムリエ田中 役 セミレギュラー
- お水の花道2
- 僕の生きる道 -赤井先生 役 レギュラー
- SMAP×SMAP特別企画 僕とあなたの生きる道〜ONE DAY
- 東京ラブ・シネマ
- マルサ!!東京国税局査察部
- 東京ラブシネマ
- 太閤記 サルと呼ばれた男
- 徳川綱吉 イヌと呼ばれた男
- 救命病棟24時（第3シリーズ）
- 恋におちたら〜僕の成功の秘密〜
- 屋台弁護士
- がんばっていきまっしょい 佐野礼司 役 レギュラー
- アテンションプリーズ 手塚浩一 役
- yoshi原作 翼の折れた天使たち 〜アクトレス
- 医龍-Team Medical Dragon- - 丸山医師 役 セミレギュラー
- 東京タワー 〜オカンとボクと、時々、オトン〜  ‐ 小暮医師 役
- 牛に願いを セミレギュラー
- 絶対彼氏〜完全無欠の恋人ロボット〜 2話 キャバクラ店長 役
- CHANGE 第3・9話 - 食堂の親父 役
- 任侠ヘルパー 10・11話 県庁職員 役
- 絶対零度 8・9話 美山(新聞記者)役
- ラッキーセブン 8話-高級クラブ社長 野田 役
- 主に泣いてます 7話-大森誠育 大森先生 役
- 海の上の診療所 6話-沖田和俊 役
- 独身貴族 9話-照明技師・タケさん 役
- 螺鈿迷宮 4話-井上達男 役
- SMOKING GUN〜決定的証拠〜 1話-鹿戸澄夫 役
- ディア・シスター 2・4・9話-西園寺 役
- 5→9〜私に恋したお坊さん〜(2015年)
- Chef〜三ツ星の給食〜（2016年） - 長沼誠一 役
- 記憶（2018年） - 酒井幸人 役
- シャーロック（2019年）丹波社長 役
- 元彼の遺言状 第1話・第2話（2022年） - 山内刑事 役

【BSフジ】
- 医者と患者 全話 - 菊地刑事 役

#### 【テレビ朝日】
- 土曜ワイド劇場
  - 「さくら署の女たち」（2006年） - 新井広和 役
  - 「変装捜査官・麻生ゆき」（2004年 - 2007年） - 真田洋平 役
  - 「温泉 (秘) 大作戦1」（2004年） - 山岸章 役
  - 「キソウの女2」（2005年） - 東課長 役
  - 「家政婦は見た!24」 - 田中俊郎 役
  - 「検事・朝日奈耀子5」
  - 「女刑事ふたり」 - 末長鑑識官 役
  - 「法律事務所2」 - 小野川巡査 役
  - 「警視庁電話指導官〜深川真理子の事件簿」
  - 「刑事の妻2」（2009年） - 玉井啓介 役
  - 「温泉若おかみの殺人推理」
  - 森村誠一「終着駅シリーズ23「死差路・消えた1億円と孤独な死体!!」
  - 特別企画「交渉人 遠野麻衣子・最後の事件」 - 塚原 役
  - 「検事・朝日奈耀子」(10) - 及川 役
  - 「逆転報道の女5」（2016年） - 宇田川剛志 役
- 特殊犯罪課・花島渉1（2017年） - 森下健治 役
- 生かし屋という男
- ココだけの話「面接」
- はぐれ刑事 純情派
- ツーハンマン - マッチョ松本 役 レギュラー
- 子連れ狼2(北大路欣也版)
- はみだし刑事情熱系
- 京都迷宮案内
- おみやさん5 - 勝矢信介 役
- 動物のお医者さん - セミレギュラー
- ああ探偵事務所
- アタックNo.1 レギュラー
- 相棒
  - Season6（2007年） - 牧志乃武（帝都新聞記者） 役
  - Season11 第4話 - 内藤肇 役
- もうひとつの象の背中〜父と娘
- 新・特命係長 只野仁 2話 田中 役
- キミ犯人じゃないよね?第3話（2008年） - 船橋先生 役
- 臨場 続章 第6話（2010年） - 塩見 謙三 役
- ナサケの女〜国税局査察官〜 第5・7話
- 新・警視庁捜査一課9係 season3 第4話（2011年）
- ダブルス〜二人の刑事（2013年） - 大塚雄二 役
- スペシャリスト（2016年） - 桑原武彦 役
- 刑事7人 第2シリーズ（2016年） - 若杉洋一 役
- 科捜研の女 第16シリーズ（2016年） - 安藤刑事 役
- 帯ドラマ劇場
  - トットちゃん!（2017年） - 岩本
  - 越路吹雪物語（2018年） - 須崎善郎

#### 【テレビ東京】
- 水曜ミステリー9
  - 「特捜刑事・遠山怜子」（2003 - 2004年） - 吉村正 役
  - 「顔のない女」（2007年） - 広田治 役
  - 「ブランド刑事3」（2008年） - 砥部治雄 役
  - 「捜査検事・近松茂道」（2013年） - 芦田秀則 役
  - 「監察医・篠宮葉月 死体は語る15」（2014年） - 野々村剛 役
- 人形佐七捕物帳（2016年） - 七兵衛
- マッサージ探偵ジョー（2017年） - 杉野実
- Iターン (小説)（2019年）  - 牛窪克也

#### 【WOWOW】
- Zap Entertaimennt!１．２
- 尾根のかなたに～父と息子の日航機墜落事故
- 血の轍 (相場英雄)2014年-牧瀬医師
- 翳りゆく夏2015年-小池編集長
- スケープゴート (小説)2015年-大野プロデューサー
- しんがり 山一證券 最後の12人2015年-草野弁護士
- 石つぶて 警視庁 二課刑事の残したもの2017年-大原隆義

### 映画
- ガラスの脳（原作・手塚治 脚本・小中千昭 監督・中田秀夫）
- 犯人に願いを（脚本・宮下隼一 脚本・監督・細野辰興）
- 医者と患者〜劇場版（脚本・橋本裕二 監督・河野圭太・佐藤祐市）
- CROSS（脚本・監督・大森美香）
- 阪急電車〜片道15分の奇跡（原作・有川浩 脚本 岡田恵和 監督 三宅喜重、2010年）
- ×ゲーム2 山内朔太郎(先生)役（原作 山田悠介 脚本 赤松義正 監督 山田雅史、2012年）
- 石岡タロー[6]（2023年）

### 舞台
劇団善人会議在籍時
- 夜曲
- 鸚鵡とカナリア
- 曲がり角の悲劇
- 新羅生門
- まほうつかいのでし
- ジプシー
- ヨークシャーたちの空飛ぶ会議
- フォーティンブラス
- 女殺し桜の地獄
- 「愚者には見えないラ・マンチャの王様の裸」 ※岸田戯曲賞受賞作

劇団扉座(劇団善人会議改め)在籍時
- アインシュタインの子供たち
- 夢の海賊

※以上劇団在籍時の出演作品、作・演出：横内謙介
- 六角精児プロデュース 年の瀬劇場『ふなのきもち』（作・演出：菊原共基、ザ・スズナリ）
- RUPプロデュース『怪談・贋皿屋敷』（作：横内謙介/演出：吉川徹、シアターサンモール）
- 女殺油地獄（脚本：横内謙介/演出：杉田成道、セゾン劇場）
- 歴史に触った女（作：小松左京/演出：西川信廣）
- イミテーションホラー 怪談にせ皿屋敷（作：横内謙介/演出：岡村俊一、パルコ劇場）
- BONTAN-DOUROU（作：鈴木聡/演出：加納幸和、全労済ホール スペース・ゼロ）
- 客演 ラッパ屋 サクラパパオー（作・演出：鈴木聡、シアタートップス）
- カッコーの巣の上を（脚本・演出：栗田芳宏、青山円形劇場）
- ローゼンクランツとギルデンスターンは死んだ（演出：鵜山仁、博品館劇場）
- 泪目銀座（作・演出：福島三郎）
- 『企画はじめ』OMOTENASHI（下北沢駅前劇場）
- THE荒木さん家SHOW!
- 春まるだし（シアタートップス）
- バカの王様（ザ・ポケット）
- サニー・コースト・セレナーデ（全労済ホール スペース・ゼロ）
- 夢から覚めても（紀伊国屋ホール）
- これはあけぼの（紀伊国屋サザンシアター）
- さよならシアタートップス最後の文化祭 泪目銀座公演『中村トーイズ』 - GIジョージ役
- ミュージカル「オケピ!」（作・演出：三谷幸喜、2000年、青山劇場） ※岸田戯曲賞受賞作
- デジャ・ヴュ01（作：鴻上尚史/演出：板垣恭一、2001年、紀伊國屋ホール）
- 劇団東京アンテナコンテナ旗揚げ公演 「上海J‘TRIANGLE」（作：小浦優一(芋洗坂係長)、2004年、築地本願寺ブティストホール）
- あんぽんたん組合『なんせんす』（作・演：樫田正剛、2008年、赤坂レッドシアター） - 岩清水 役
- あたっくNO.1（作・演：樫田正剛、2009年、東京芸術劇場中ホール） - 寺内中尉 役
- 石野真子Sing Act 09『PAN・DORA』（作・演：樫田正剛、2009年、草月ホール） - ドラゴン 役
- 劇団扉座(客演)『サツキマスの物語』（作・演：横内謙介、2009年、紀伊国屋サザンシアター） - シゲさん 役
- ばったもん3番勝負 其の壱『袋のねずみ』（作・演：樫田正剛、2010年、タイニイアイリス） - 五味 役
- 小林幸子特別公演『かあちゃん』（作：藤井清美/演：堤泰之、2010年、明治座 / 御園座） - 浜田 役
- パルコ・プロデュース]『カーディガン』（作・演：田村孝裕、2010年、パルコ劇場） - 今村 役
- 袋のねずみ番外編『道』（作・演：樫田正剛、2011年、俳優座劇場） - 五味 役
- 小林幸子特別公演『旅館華村・若女将』（作：藤井清美/演：堤泰之、2011年 - 2012年、明治座 / 御園座）
- 妙常寺ライブ『杜子春』（ふぁんふぁんふぁんプロデュース、原作：芥川龍之介/構成・演出：林田尚親、2012年） - 語り 役
- 明治座創業140周年記念公演『黒蜥蜴』（原作：江戸川乱歩/脚本：斉藤雅文/演出：西川信廣、2012年） - 井戸川 役
- 二人芝居『受付』（作：別役実/演出：大堀こういち、2012年）
- 劇団東京フェスティバル『テレビが一番つまらなくなる日』（作・演：きたむらけんじ、2013年、下北沢駅前劇場）
- 劇団EXILE『あたっくNO.1』（作・演：樫田正剛、2013年、青山劇場）
- 劇団東京フェスティバル『幸福な職場』（作・演：きたむらけんじ、2014年、下北沢駅前劇場）
- 三人芝居『ふうなで』（作：吉増裕士/演出：大堀こういち、2014年、越生町会館）
- 博多座開場十五周年記念 武田鉄矢・前川清 特別公演『鷹と雀のものがたり』（原作：山本周五郎/脚本：池田政之/演出：金子良次、2014年）
- 三人芝居『息子』（作：小山内薫、2014年、なかの芸能小劇場）
- 東宝『おもろい女』（主演：藤山直美/作：小野田勇/潤色・演出：田村孝裕、2015年、シアター1010 / シアタークリエ）
- 劇団東京フェスティバル『無心』（作・演出：きたむらけんじ、2015年、下北沢小劇場B1劇場）
- 明後日プロデュース『名人長二』

P小泉今日子 脚本.演出.主演 豊原功補(2017年新宿紀伊國屋ホール)
- 『ピサロ』作ピーター・シェファー 翻訳 伊丹十三 演出ウィル・タケット 主演 渡辺謙(2020年PARCO劇場)
- TOKYOハンバーグ『できないなんていわないで。』（作・演出：大西弘記、2024年、サンモールスタジオ）[7]

### オリジナルビデオ
- スミレ刑事の花咲く事件簿（2011年5月2日） - 海老原壮介 役

### CM
- セーブオン
- ドクターキャッツ
- スクラッチ
- 家庭教師のトライ
- 明治乳業 明治プロビオLG21ヨーグルト